# Karl Ràdek
Karl Berngàrdovitx Ràdek (rus: Карл Бернга́рдович Ра́дек) (Lemberg, 31 d'octubre de 1885 – Verkhneuralsk, 19 de maig de 1939) va ser un activista marxista dels moviments socialdemòcrates polonès i alemany abans de la Primera Guerra Mundial i líder comunista internacional a la Unió Soviètica després de la Revolució Russa.

## Biografia

### Infantesa
Ràdek va néixer a Lemberg, aleshores part de l'Imperi Austrohongarès (avui Lviv, a Ucraïna), amb el nom de Karol Sobelsohn, en el si d'una família jueva lituana; el seu pare, Bernhard, que treballava en una oficina de correus, va morir quan Karl encara era petit. Va adoptar el cognom Ràdek del seu personatge preferit, Andrzej Ràdek, de l'obra Syzyfowe prace ('El treball de Sísif', 1897) de Stefan Żeromski.
Ràdek es va unir al partit Socialdemocràcia del Regne de Polònia i Lituània (SDKPiL) el 1904, i va participar en la revolució de 1905 a Varsòvia, on va ser el responsable del diari del partit, el Czerwony Sztandar.

### Alemanya i l'afer Ràdek
El 1907, després de la detenció a Polònia i fugida de la custòdia, es va traslladar a la ciutat alemanya de Leipzig, es va afiliar al Partit Socialdemòcrata d'Alemanya (SPD) i va aconseguir treballar al Leipziger Volkszeitung del partit. L'any 1911 va tornar a viure a Bremen, on va treballar pel Bremer Bürgerzeitung i va ser un dels diversos teòrics que va atacar l'anàlisi de Karl Kautsky sobre l'imperialisme a Die Neue Zeit el maig de 1912.
El setembre del 1910, va ser acusat per membres del partit polonès i lituà de robar llibres, roba i diners als companys del partit, com a part d'una campanya antisemita contra l'SDKPiL. En aquella ocasió, va ser defensat enèrgicament pels líders del partit, Rosa Luxemburg i Leo Jogiches. L'any següent, però, el partit va canviar de rumb, en part a causa d'un xoc de personalitats entre Jogiches i Lenin, durant el qual els membres més joves del partit, liderats per Yakov Hanecki, així com Ràdek, s'havien posicionat amb Lenin. Volent fer pagar la traïció a Ràdek, Jogiches va reviure els càrrecs de robatori i va convocar una comissió del partit el desembre de 1911 per a investigar el cas. El juliol de 192 es va dissoldre la comissió després que no s'arribés a cap conclusió, i a l'agost va impulsar una decisió a través del tribunal del partit per a expulsar Ràdek. A l'escrit d'acusació, van desvetllar els seus àlies, fent que, segons ell, fos perillós quedar-se a la Polònia ocupada per Rússia.
L'any 1912, August Thalheimer va convidar Ràdek a visitar la ciutat de Göppingen, prop de Stuttgart, per substituir-lo temporalment al control del diari local del partit de l'SPD Freie Volkszeitung, que tenia dificultats financeres. Ràdek va acusar la direcció del partit local de Württemberg d'ajudar els revisionistes a escanyar el diari a causa de l'hostilitat del mitjà de premsa escrita contra ells. El Congrés de l'SPD de 1913 va prendre nota de l'expulsió de Ràdek i, a continuació, va decidir que, sota el principi que ningú que hagués estat expulsat d'un partit germà, no podia unir-se a un altre partit de la Segona Internacional i, per tant, va aplicar retrospectivament aquesta norma a Ràdek. Dins del partit, Anton Pannekoek i Karl Liebknecht es van oposar a aquest moviment, igual que d'altres a la Internacional, com Trotski i Lenin, alguns dels quals van participar en la "Comissió de París" creada per la Internacional.

### 1a Guerra Mundial i Revolució Russa

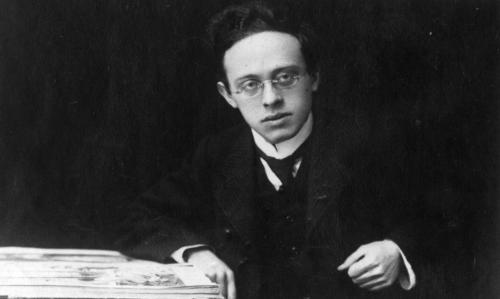
Karl Ràdek (1919)

Després de l'esclat de la Primera Guerra Mundial, es va traslladar a Suïssa, on va treballar com a enllaç entre Lenin i l'esquerra de Bremen, amb qui va tenir estretes relacions des del seu pas per Alemanya, presentant-lo en aquell moment a Paul Levi. El 1915 va participar en la Conferència de Zimmerwald, fent costat a l'esquerra.
Durant la Primera Guerra Mundial va participar en polèmiques amb Lenin pel tema de l'Alçament de Pasqua irlandès de 1916. Mentre que Lenin estava molt entusiasmat amb la revolta, veient-lo com un cop contra l'imperialisme britànic, Ràdek no hi va estar d'acord. Basant la seva opinió en Theodore Rothstein (un emigrant jueu de l'Imperi rus, resident a Londres), va afirmar que, el que va anomenar el «moviment Sinn Féin» era petit-burgès i que la columna vertebral de les rebel·lions anteriors a Irlanda, la pagesia, havia estat aplacada a principis de segle per Anglaterra. En el seu article «The End of a Song», Ràdek va afirmar que els esforços per restaurar el gaèlic irlandès a l'estatus d'oficial eren defectuosos perquè era «medieval». Trotski, en canvi, tenia una visió a mig camí entre Ràdek i Lenin.
L'any 1917, Ràdek va ser un dels passatgers del tren precintat que portava a Lenin i altres revolucionaris russos a través d'Alemanya després de la Revolució de Febrer a l'Imperi Rus. No obstant això, se li va negar l'entrada a territori rus i va continuar fins a Estocolm, on va realitzar versions traduïdes a l'alemany de documents bolxevics i altra informació traduïda del rus, que va publicar a les revistes Russische Korrespondenz-Pravda i Bote der Russischen Revolution.
Després de la Revolució d'Octubre i l'inici de la Guerra Civil russa, va arribar a Petrograd i es va convertir en sotscomissari d'Afers Exteriors, participant en les negociacions del Tractat de Brest-Litovsk, a més de ser responsable de la distribució de propaganda bolxevic entre les tropes i els presoners de guerra alemanys. Durant els debats sobre la signatura del tractat va ser un dels defensors de la guerra revolucionària.

### Comintern i Revolució Alemanya

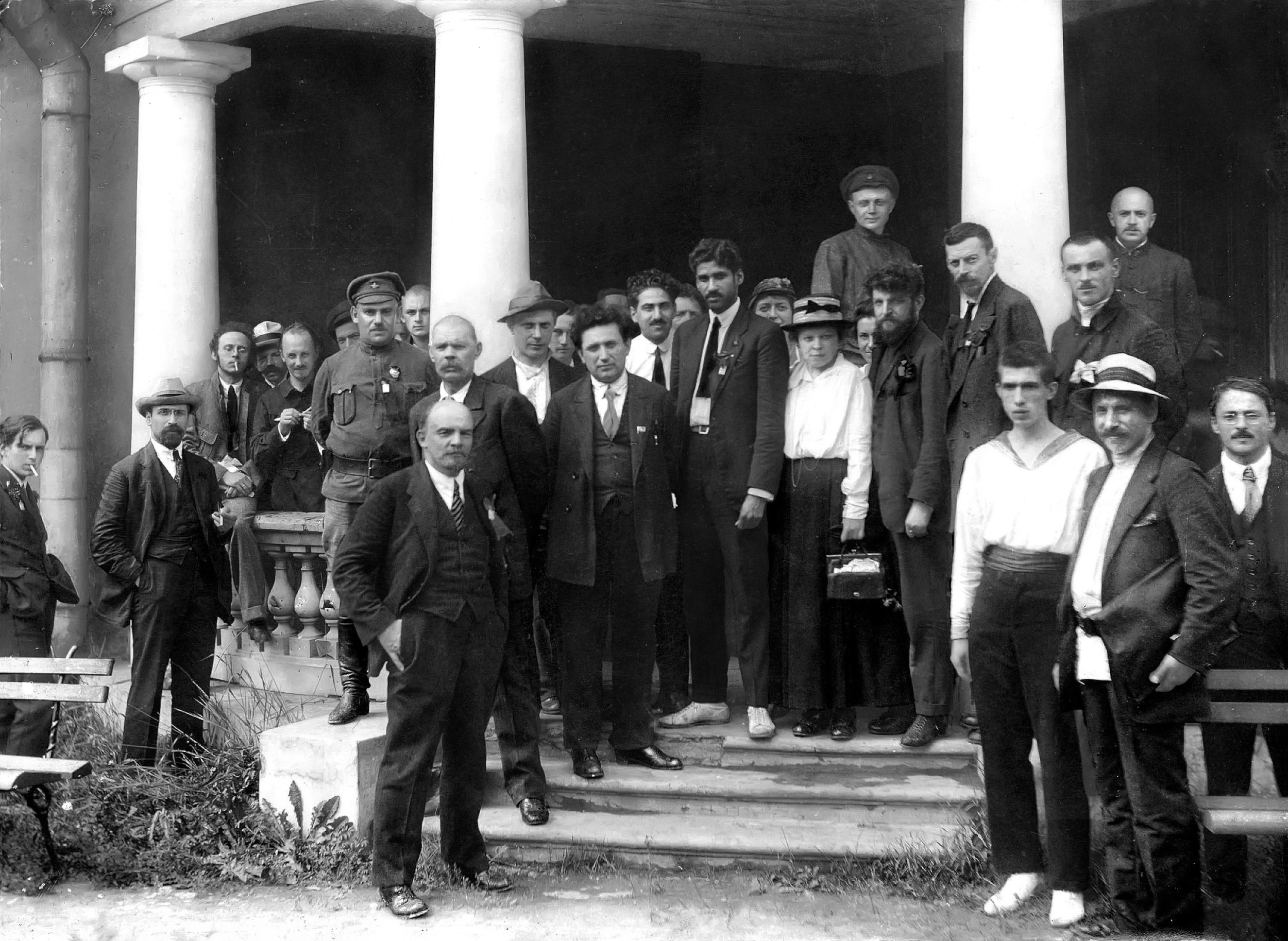
Ràdek (3r per l'esquerra) al Segon Congrés Mundial de la Comintern, Moscou, 1920.

Després de ser rebutjat el reconeixement com a representant oficial del nou govern bolxevic, Ràdek i altres delegats - Adolf Ioffe, Nikolai Bukharin, Khristian Rakovski i Ignatov - van viatjar al Congrés dels soviets alemany. De nou prop de la duana, Ràdek va travessar la frontera alemanya de manera il·legal el desembre de 1918, arribant a Berlín el 19 o 20 de desembre, on va participar en debats i conferències que van conduir a la fundació del Partit Comunista d'Alemanya (KPD). El 12 de febrer de 1919, després del fracàs de la Revolta Espartaquista, va ser detingut i tancat a la presó de Moabit i no va recuperar la llibertat fins al gener de 1920. Durant la seva estada a Moabit, l'actitud de les autoritats alemanyes envers els bolxevics va canviar. La idea de crear una aliança dee nacions que havien patit el Tractat de Versalles -principalment Alemanya, Rússia i Turquia- anava guanyant pes a Berlín. Aquest canvi de tendència li va permetre rebre un flux de visitants significatius a la cel·la de la presó, entre d'altres Walter Rathenau, Arthur Holitscher, Enver Paixà i Ruth Fischer.
Al seu retorn a Rússia, es va convertir en el secretari de la Comintern, assumint la principal responsabilitat de les qüestions alemanyes. Va ser retirat del càrrec després que donés suport al KPD perquè s'oposés a la invitació de representants del Partit Comunista Obrer d'Alemanya al 2n Congrés de la Comintern, enfrontant-lo contra l'executiva de la Comintern i el Partit Comunista de la Unió Soviètica. Va ser ell qui va assumir la consigna dels comunistes de Stuttgart de lluitar per un front únic amb altres organitzacions de la classe treballadora, que més tard van constituir la base de l'estratègia desenvolupada per la Comintern.
A mitjans de 1923 va pronunciar el seu controvertit discurs «Leo Schlageter: El vagabund cap al buit» en una sessió oberta del Comitè Executiu de la Internacional Comunista (CEIC). En el discurs va elogiar les accions de Leo Schlageter, oficial alemany dels Freikorps que havia estat afusellat mentre sabotejava contra les tropes franceses que ocupaven la regió del Ruhr; en fer-ho, Ràdek va intentar explicar els motius pels quals persones com Schlageter van ser atretes per l'extrema dreta, així com també va intentar canalitzar les reivindicacions nacionals lluny del xovinisme per donar suport als comunistes i al moviment obrer, en general.
Tot i que no es trobava a Chemnitz quan el comitè central del KPD va prendre la decisió de cancel·lar la revolta del novembre de 1923, posteriorment va aprovar la decisió i la va defensar. En els congressos posteriors del Partit Comunista Rus i les reunions del CEIC, Grigori Zinóviev va convertir Ràdek i Heinrich Brandler en els bocs expiatoris de la derrota de la revolució, fet que va suposar per a Ràdek l'expulsió del CEIC al Cinquè Congrés de la Comintern.

### Oposició d'esquerra

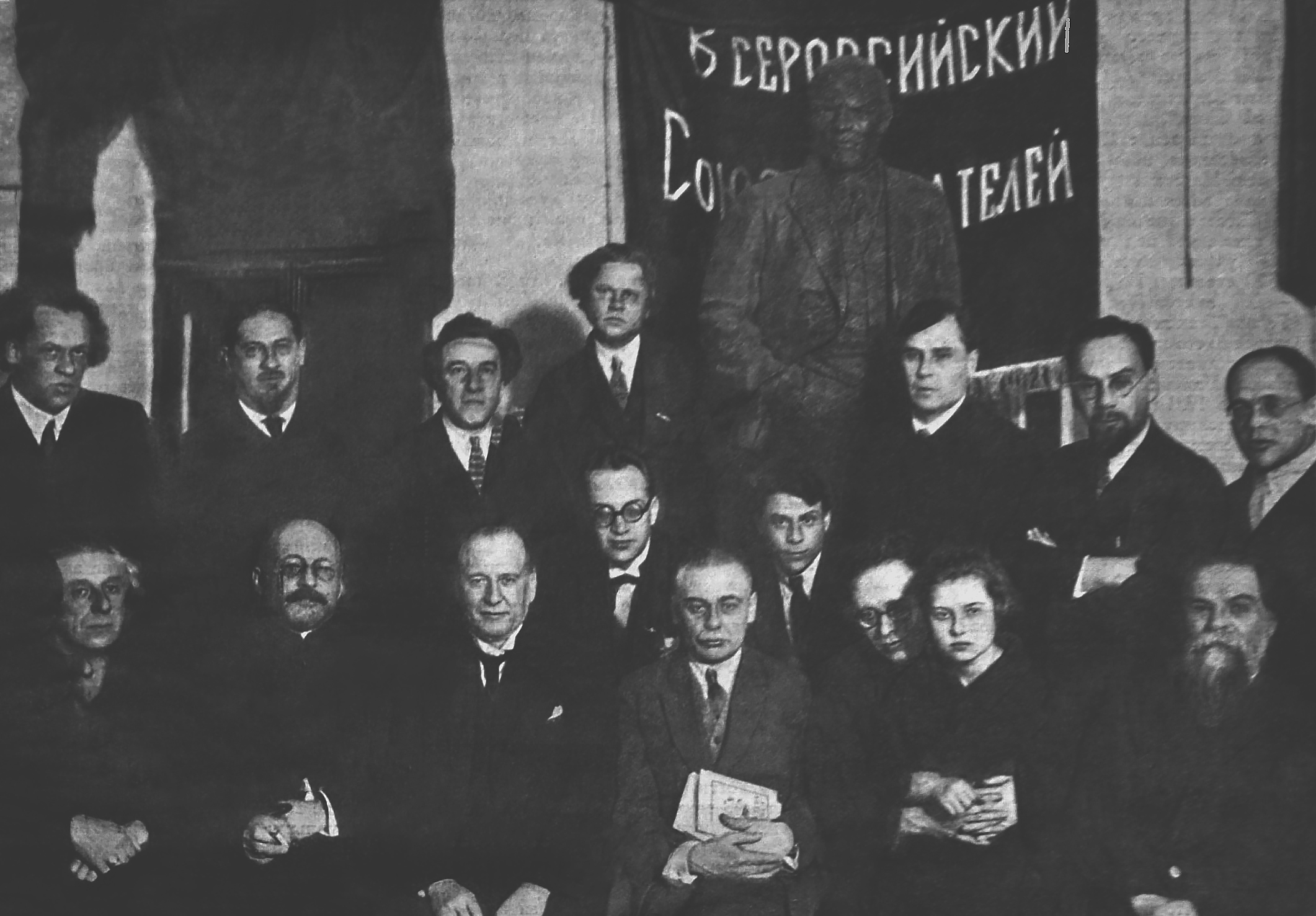
Ràdek (amb la filla d'Aleksandr Voronski en braços) entre periodistes del Krasnaya Nov.

Des de 1923 va formar part de la facció del PCUS Oposició d'esquerra, escrivint l'article «Lev Trotski: Organitzador de la victòria» poc després de l'ictus patit per Lenin al gener d'aquell mateix any. Més endavant, aquell any, al tretzè congrés del partit, va ser expulsat del comitè Central.
L'estiu de 1925, va ser nomenat provost de la recentment creada Universitat Sun Yat-Sen de Moscou, on va recollir, gràcies als estudiants, informació per a l'oposició sobre la situació a la Xina i va començar a desafiar amb cautela la política oficial de la Comintern. Tanmateix, la malaltia terminal de la seva amant, Larissa Reisner, li va fer perdre la inhibició i va començar a criticar públicament a Stalin, en particular la seva doctrina sobre el socialisme en un país a l'Acadèmia Comunista. El maig de 1927 va ser destituït del seu càrrec a la universitat.
L'any 1927 va ser expulsat del partit després d'haver ajudat a organitzar, amb Grigori Zinóviev, una manifestació independent pel 10è aniversari de la Revolució d'Octubre a Leningrad. A principis de 1928, quan destacats oposicionistes van ser deportats a diversos llocs remots de la Unió Soviètica, va ser enviat a Tobolsk i pocs mesos després traslladat a Tomsk.

### Darrers anys i judici polític

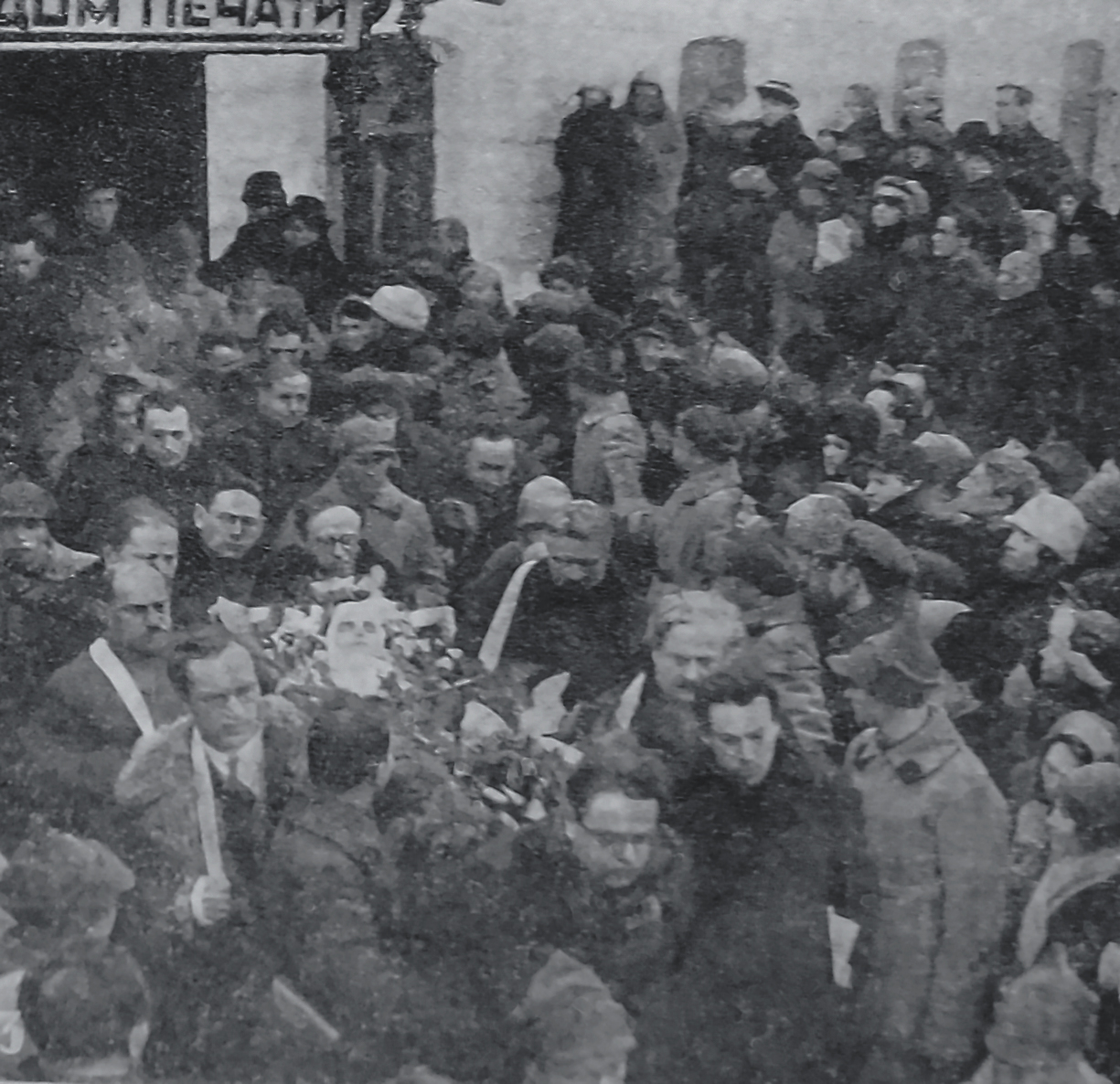
Ràdek al funeral de la seva parella i activista revolucionària Larissa Reisner

El 10 de juliol de 1929, al costat dels oposicionistes Ívar Smilga i Ievgueni Preobrajenski, va signar un document capitulant davant Stalin, amb particular desdeny dels cercles oposicionistes cap a Ràdek per la seva traïció a Iakov Bliumkin, que portava un carta secreta de Trotski, exiliat a Turquia, dirigida a Ràdek. No obstant això, va ser reingressat el 1930 i va ser un dels pocs antics oposicionistes a mantenir un lloc destacat dins del partit, dirigint l'Oficina d'Informació Internacional del comitè central del Partit Comunista Rus, a més de marcar la direcció de la literatura estrangera a la Primera Conferència de la Unió d'Escriptors Soviètics el 1934. En aquest discurs, va denunciar Marcel Proust i James Joyce dient que «a les pàgines de Proust, el vell món, com un gos canalla que ja no és capaç de fer cap acció, es troba prenent el sol i es llepa les ferides sense parar» i va comparar la novel·la Ulisses de Joyce amb «un munt de fem, que s'arrossega amb cucs, fotografiats per un aparell de cinema a través d'un microscopi». Més tard en la seva vida va adoptar la posició que el govern soviètic hauria de ser proper a Alemanya. El 1934 va ser entrevistat per un polític alemany, on tots dos deploraven la deriva hostil dels seus respectius governs, i Ràdek va fer un comentari controvertit: «Hi ha bons nois a les SA i SS». L'any 1936 va felicitar el general Ernst Köstring quan va ocupar Renània en nom d'Alemanya, juntament amb Mikhaïl Tukhatxevski.
Va ajudar a escriure la Constitució Soviètica de 1936 però, durant la Gran Purga dels anys 1930, va ser acusat de traïció i va confessar, després de dos mesos i mig d'interrogatori, al Judici dels Disset de 1937, el també anomenat Segon Judici de Moscou. Per aquests fets va ser condemnat a deu anys de treballs forçats. Segons els informes, va ser assassinat en un camp de treball en una baralla amb un altre intern a les ordres de Stalin. A Ràdek se li han atribuït diverses bromes polítiques sobre Stalin. El govern soviètic el va exonerar l'any 1988.